# Beelzebufo
Beelzebufo – rodzaj dużych płazów bezogonowych żyjących w późnej kredzie na terenach współczesnego Madagaskaru. Bywa określany jako „Devil Frog”, „Devil Toad” czy „The Frog from Hell”, czyli – odpowiednio – „Diabelska Żaba”, „Diabelska Ropucha” i „Żaba z Piekła”. Opisano jeden należący do niego gatunek, Beelzebufo ampinga, którego skamieniałości odnaleziono w warstwach madagaskarskiej formacji Maevarano, datowanych na mastrycht, 70–65,5 mln lat temu.

## Budowa

Porównanie wielkości Beelzebufo ampinga i ludzkiej ręki

Beelzebufo ampinga jest największym znanym płazem bezogonowym – większość odnalezionych skamieniałości należy prawdopodobnie do osobników o czaszce szerokiej na 8–12 cm i długości od czubka pyska do kloaki wynoszącej 16–27 cm, jednak niektóre szczątki reprezentują osobniki, u których wymiary te wynosiły, odpowiednio, 15–20 cm i ponad 40 cm. Beelzebufo ampinga był więc większy od największego współczesnego płaza bezogonowego – goliata płochliwego, osiągającego 32 cm.

## Filogeneza i paleobiogeografia
Według analizy filogenetycznej przeprowadzonej przez Evans i współpracowników najbliższym krewnym Beelzebufo jest południowoamerykański rodzaj Ceratophrys, którego przedstawiciele dorastają maksymalnie do 17 cm długości. Pozycja taka może jednak być wynikiem mniej wyspecjalizowanej budowy Ceratophrys w porównaniu z Lepidobatrachus i pedomorficznym Chacophrys; wspiera ją też tylko jedna potencjalna synapomorfia. Również według analiz wykonanych przez Ruane i współpracowników (łączącej cechy morfologiczne i molekularne) klad łączący te dwa rodzaje jest słabo wspierany. Uznanie bliskiego pokrewieństwa Beelzebufo i Ceratophrys znacząco wydłużałoby też okres istnienia Ceratophryinae (ok. 67 mln lat w stosunku do 12–20 mln lat – zgodnych z wcześniejszymi szacunkami). Autorzy nie wykluczyli jednak, że Beelzebufo jest bardziej bazalnym przedstawicielem Ceratophryinae lub zajmuje inną pozycję wewnątrz Hyloidea.
Beelzebufo zamieszkiwał tereny dzisiejszego Madagaskaru. Sugerowane bliskie pokrewieństwo z Ceratophrys wskazywałoby też na istnienie w późnej kredzie pomostu łączącego Madagaskar z południową Gondwaną – według Ruane et al. i wnioskowanej przez nich pozycji filogenetycznej Beelzebufo, takson ten nie jest jednak mocnym argumentem na rzecz takiej teorii.

## Paleoekologia
Podobnie jak dzisiejsze Ceratophryinae Beelzebufo żył na terenach o klimacie ciepłym, okresowo suchym. Przypuszczalnie, jak Ceratophrys, prowadził głównie lądowy tryb życia i mógł kopać nory. Ostre zęby i zdolność do mocnego zaciskania szczęk sugerują, że Beelzebufo był drapieżnikiem mogącym polować na niewielkie kręgowce.

## Historia odkryć
Pierwsze skamieniałości B. ampinga zostały odnalezione w 1993 roku przez Davida W. Krause’a ze Stony Brook University w Nowym Jorku. Jednak dopiero 15 lat później takson ten został formalnie opisany przez Susan E. Evans, Marca Jonesa i Krause’a na łamach „Proceedings of the National Academy of Sciences”. W sumie znaleziono ponad 60 skamieniałości w 26 lokalizacjach, dzięki którym badacze byli zdolni zrekonstruować części szkieletu płaza, w tym prawie całą czaszkę.
Nazwa rodzajowa to kontaminacja imienia Belzebub (w języku greckim oznaczającego diabła) i łacińskiego słowa bufo, oznaczającego ropuchę. Z kolei epitet gatunkowy pochodzi od malgaskiego wyrazu oznaczającego tarczę, co odnosi się do silnego skostnienia czaszki.